# Fred Murphy
Pour les articles homonymes, voir Murphy.
Fred Murphy (né le 16 décembre 1942 à New York) est un directeur de la photographie américain, membre de l'ASC.

## Filmographie partielle
- 1967 : Not a Pretty Picture de Martha Coolidge
- 1978 : Girlfriends de Claudia Weill
- 1979 : Heartland de Richard Pearce
- 1983 : Eddie and the Cruisers de Martin Davidson
- 1986 : Le Grand Défi (Hoosiers) de David Anspaugh
- 1987 : Pacte avec un tueur (Best Seller) de John Flynn
- 1988 : Pleine lune sur Blue Water (Full Moon in Blue Water) de Peter Masterson
- 1988 : Comme un cheval fou (Fresh Horses) de David Anspaugh
- 1991 : Scènes de ménage dans un centre commercial (Scenes from a Mall) de Paul Mazursky
- 1993 : Jack the Bear de Marshall Herskovitz
- 1995 : Meurtre à Alcatraz (Murder in the First] de Marc Rocco
- 2000 : Hypnose (Stir of Echoes) de David Koepp
- 2002 : La Prophétie des ombres (The Mothman Prophecies) de Mark Pellington
- 2003 : Freddy contre Jason (Freddy vs. Jason) de Ronny Yu
- 2004 : Fenêtre secrète (Secret Window) de David Koepp
- 2006 : Camping-car, de Barry Sonnenfeld
- 2008 : Drillbit Taylor, garde du corps (Drillbit Taylor) de Steven Brill